# Gegham Ter-Karapetian
Gegham Ter-Karapetian (in armeno Գեղամ Տhր-Կարապետեան; Kheypan, 1865 – Costantinopoli, 28 novembre 1918) è stato uno scrittore, educatore e scrittore armeno.

## Vita e opere
Studiò presso la Scuola del Monastero di San Garabed a Muş, sotto l'attenua cura di Mkrtich Kirimian Hayrik e Srvandzdiants (Garegin Srvandztian). Entrambi uomini di religione e scrittori ebbero enorme influenza su di lui.
al Collegio Kendron, e dal 1885 al 1887 al Seminario Gevorgyan di Echmiadzin.
Negli anni 1888-1894 e 1896-1908 fu segretario del Consiglio Diocesano di Mush mantenendo stretti legami con il movimento operaio rivoluzionario. Denunciò le attività anti-armene compiute da Musa Bey nella provincia ma per questo finì sotto processo nel 1890 a Costantinopoli.
Nel 1908 dopo la rivoluzione dei Giovani Turchi fu eletto Deputato nel Parlamento Ottomano incarico che durò fino al 1915 anno dell'inizio del Genocidio degli Armeni.
Pubblicò numerosi scritti con vari pseudonimi "Tetrak", "Tarontsi Asoghik" e di "Msho Gegham". Nella sua produzione letteraria sono presenti: romanzi, articoli, saggi e racconti sulla Questione armena. Tra i suoi lavori più importanti ricordiamo: «Տարոն աշխարհի պատկերները ու պատմվածքները» e «Ապրիլյան կոտորածը».